# Paris 92
El Paris 92 es un club de balonmano femenino de París. En la actualidad juega en la Liga de Francia de balonmano femenino.

## Palmarés
- Copa de la Liga (1):
  - 2013

## Plantilla 2019-20
|  | Porteras - 1 Lea Schüpbach - 16 Lucie Satrapová - 77 Maryam Garba Extremos izquierdos - 19 Alice Mazens - 67 Veronika Malá Extremos derechos - 84 Melvine Deba Pivotes - 5 Ulrika Toft Hansen - 21 Mabana-Ma Fofana - 23 Sophia Fehri | Laterales izquierdos - 14 Melissa Delalande - 17 Louise Lefevre - 22 Deborah Lassource Centrales - 7 Allison Pineau - 11 Tamara Horacek - 96 Maëlle Chalmandrier Laterales derechos - 6 Oceane Sercien-Ugolin - 17 Ryu Eun-hee |